# Benjamien Schollaert
Benjamien Schollaert (Aalst, 22 maart 1980) is een Vlaams radio-dj.
Tijdens de studies kunstgeschiedenis aan de Universiteit Gent en zijn bijkomende opleiding in media en communicatie kwam hij bij Urgent.fm, de Gentse Stadsradio, terecht. Enkele jaren later ruilde hij Urgent voor Radio Donna. Hij presenteerde er onder meer Donna's Dansfolie en Donna's Most Wanted. Hij presenteerde ook een hele tijd 'Hitclub'.
Eerder presenteerde hij ook samen met Caren Meynen de Top 2006.
Sinds de restyling van Donna op 21 januari 2008 presenteerde hij elke vrijdag -en zaterdagavond Donna Soirée tussen 20 en 23 uur.
Na de stopzetting van Radio Donna stapte Schollaert in 2009 over naar Radio 2. Daar presenteerde hij in de zomermaanden het verzoekplatenprogramma Met het oor op de zomer. Later zat hij achter de microfoon in De Dansbar en in Hitwinkel, waar hij eerst de zwangere Kim Debrie verving en vervolgens afwisselend met haar presenteerde.
Van september 2012 tot 20 januari 2023 presenteerde Schollaert elke werkdag het verzoekplatenprogramma Radio 2 Kick-Start (vroeger Plaat préféré). Hij is ook een van de vaste stemmen van de 1000 Klassiekers, de eindejaarslijst van Radio 2.